# ربع (وحدة كتلة)
كان الربع (Arroba بالإسبانية والبرتغالية) وحدة وزن وكتلة وحجم مستخدمة في إسبانيا والبرتغال. رمزها هو @. ويطلق على هذا الرمز (@) في اللغتين الأسبانية والبرتغالية أروبِ أو الربع عند قراءة عناوين البريد الإلكتروني. ويعادل وزنها حوالي 25 رطل. وتُستخدم هذه الوحدة الآن في البرازيل والبلدان الأخرى لوزن البقر.